# Mirianês Zabot
Mirianês Zabot (Ciríaco, 26 de abril de 1981) é uma cantora e compositora brasileira.
A gaúcha Mirianês Zabot, radicada em São Paulo desde 2006, tem uma história profissional rica e diversificada, trazendo no repertório Música Popular Brasileira, em canções inéditas de novos compositores e interpretações de nomes consagrados. Em 2016 lançou seu segundo álbum “Mirianês Zabot canta Gonzaguinha - Pegou um Sonho e Partiu”, produzido ao lado de Oswaldo Bosbah. O trabalho de estreia foi em 2009 com o CD e DVD “Mosaico Foto-Prosaico”, produzido por Itamar Collaço e pela própria cantora e compositora.

## Carreira
Em 2016 lançou seu segundo álbum “Mirianês Zabot canta Gonzaguinha - Pegou um Sonho e Partiu”, produzido ao lado de Oswaldo Bosbah. O trabalho de estreia foi em 2009 com o CD e DVD “Mosaico Foto-Prosaico”, produzido por Itamar Collaço e pela própria cantora e compositora.

## Discografia
- (2016) Mirianês Zabot canta Gonzaguinha - Pegou um Sonho e Partiu (Mirianês Zabot) - Independente - CD
- (2009) Mosaico Foto-Prosaico (Mirianês Zabot) - Independente - CD
- (2009) Mosaico Foto-Prosaico (Ao vivo) (Mirianês Zabot) - Independente - DVD